# Diopsis planidorsum
Diopsis planidorsum är en tvåvingeart som beskrevs av Friedrich Georg Hendel 1923. Diopsis planidorsum ingår i släktet Diopsis och familjen Diopsidae. Inga underarter finns listade i Catalogue of Life.